# Katerînka, Pervomaisk
Katerînka (în ucraineană Катеринка) este localitatea de reședință a comunei Katerînka din raionul Pervomaisk, regiunea Mîkolaiiv, Ucraina.

## Demografie
Componența lingvistică a localității Katerînka
     Ucraineană (94,62%)
     Rusă (4,55%)
     Alte limbi (0,83%)
Conform recensământului din 2001, majoritatea populației localității Katerînka era vorbitoare de ucraineană (94,62%), existând în minoritate și vorbitori de rusă (4,55%).